# 沙德雷克·奇科蒂
沙德雷克·奇科蒂（生于1979年10月7日）是马拉维作家和社会活动家。
奇科蒂使用英语和齐切瓦语进行创作。他出版的作品包括《自由的非洲，逃离吧！》（2001年） 和《卡穆祖之子》（2010年）。他的短篇小说《乞讨女孩》曾被收录在桑巴利卡格瓦·姆沃纳编辑的《马拉维现代故事集》（2003年）中。2008年，他凭借《猴面包树》获得FMB/MAWU文学奖三等奖，该作品后被收录于小说集《奇坎达的单身汉与其他故事》（2009年）。
奇科蒂的写作获得了国内外的认可。2001年，他凭借短篇小说《陷阱》获得培尔·金特文学奖。2011年，他被选参加在喀麦隆举行的凯恩非洲作家研讨会，期间创作了《鬣狗的孩子》，该作品随后发表在2011年凯恩奖选集《去看山与其他故事》中。2013年，他凭借推想小说《阿宙图斯王国》再次获得培尔·金特文学奖，该书于2015年由马拉维作家联盟出版。2014年，奇科蒂被“非洲39”计划列为“撒哈拉以南非洲及侨民中最有前途的39位40岁以下作家”之一。《阿宙图斯王国》的节选《居住者》于2014年10月发表在“非洲39”选集中。
奇科蒂还担任泛非出版公司的董事，并创立了“故事俱乐部”，该俱乐部聚集作家、评论家等人士，共同分享和讨论马拉维作家的文学作品。目前，故事俱乐部在利隆圭和姆祖祖设有两个分部。